# Platyrhinops
Platyrhinops is een geslacht van uitgestorven temnospondyle Batrachomorpha (basale 'amfibieën'), dat leefde in het Boven-Carboon (ongeveer 308 - 300 miljoen jaar geleden) en zijn fossiele overblijfselen zijn gevonden in Noord-Amerika en mogelijk in Europa.

## Beschrijving
Dit kleine dier is niet langer dan dertig centimeter. De schedel is rond van vorm en ongeveer acht centimeter lang bij volwassen exemplaren. De kop is vrij groot in verhouding tot het lichaam en de vier ledematen zijn vrij robuust en verbeend om voortbeweging op het land mogelijk te maken. Platyrhinops bezit kleine hoektanden op het ploegschaarbeen, palatinale bot en ectopterygoïde bot, zoals de meeste van zijn naaste verwanten, en de pterygoïde basis en schedel behielden een goed, niet-vergroeid gewricht. De marginale tanden zijn merkwaardig genoeg voorzien van twee knobbels (althans bij de soort Platyrhinops lyelli); de choanae zijn langwerpig en de voorhoofdsbeenderen zijn vooraan breed. Ten minste één exemplaar van Platyrhinops lyelli vertoont een ongebruikelijke verdeling van de tandgrootte langs de premaxillae (Clack en Milner, 2009).

## Classificatie
Platyrhinops lyelli werd voor het eerst beschreven in 1858 door Wyman, onder de naam Raniceps lyelli. De geslachtsnaam was echter al gebruikt voor een vis van de familie Gadidae en het was daarom noodzakelijk om deze te wijzigen in Platyrhinops (Steen, 1931). De fossielen van Platyrhinops lyelli zijn afkomstig uit de bekende Linton-afzetting (Ohio), waar een rijke steenkoolfauna is ontdekt. Een andere soort die aan Platyrhinops wordt toegeschreven, is Platyrhinops calliprepes (Carroll, 1964), afkomstig uit het Nýřany-veld in Tsjechië. Deze twee soorten zijn lange tijd toegeschreven aan het geslacht Amphibamus, een zeer vergelijkbaar maar kleiner dier; de Europese soort Platyrhinops calliprepes wordt vaak beschouwd in het aparte geslacht Mordex, toe te schrijven aan trematopiden. In 2012 werd de soort Platyrhinops fritschi uit hetzelfde Tsjechische veld beschreven.
Platyrhinops en Amphibamus zijn typische vertegenwoordigers van de amphibamiden, een groep kleine temnospondyle Batrachomorpha waarvan wordt gedacht dat ze dicht bij de oorsprong van de huidige Lissamphibia stonden. In tal van fylogenetische analyses zou Platyrhinops iets basaler zijn dan Amphibamus (Schoch en Rubidge, 2005; Huttenlocker et al., 2007; Fröbisch en Reisz, 2008).

## Soorten
- P. lyelli
- P. fritschi
- ?P. calliprepes